# Stowarzyszenie Dziennikarzy Rzeczypospolitej Polskiej
Stowarzyszenie Dziennikarzy Rzeczypospolitej Polskiej (SDRP) – polskie stowarzyszenie twórcze dziennikarzy założone w 1982 w Warszawie; w latach 1997-2000 prezesem był Zbigniew Bajka; od 2000 prezesem Stowarzyszenia jest Jerzy Domański.

## Historia
Stowarzyszenie zostało utworzone po 1989 w miejsce istniejącego wcześniej, utworzonego po wprowadzeniu stanu wojennego Stowarzyszenia Dziennikarzy PRL. Jedno z działających w Polsce stowarzyszeń dziennikarskich, obok Stowarzyszenia Dziennikarzy Polskich, utworzonego w 1951 (zdelegalizowanego po wprowadzeniu stanu wojennego i reaktywowanego w 1989), Katolickiego Stowarzyszenia Dziennikarzy (utworzonego w 1991 roku), Towarzystwa Dziennikarskiego, Stowarzyszenia Dziennikarzy im. Władysława Stanisława Reymonta utworzonego w 1998 oraz Syndykatu Dziennikarzy Polskich utworzonego w 2003 roku.
Siedzibą władz naczelnych Stowarzyszenia (Zarząd Główny) jest Warszawa, organizacja ma też swoje oddziały terenowe w innych miastach:
1. Bydgoszcz - Oddział Kujawsko Pomorski w Bydgoszczy
2. Gdańsk - Oddział Pomorski w Gdańsku
3. Katowice - Oddział Śląski w Katowicach
4. Kielce - Oddział Świętokrzyski w Kielcach
5. Kraków[1] - Oddział Małopolski w Krakowie
6. Łódź - Oddział Łódzki w Łodzi
7. Lublin - Oddział Lubelski w Lublinie
8. Olsztyn - Oddział Warmińsko Mazurski w Olsztynie
9. Poznań - Oddział Wielkopolski w Poznaniu
10. Szczecin - Oddział Zachodnio Pomorski w Szczecinie
11. Warszawa - Oddział Warszawski w Warszawie
12. Wrocław - Oddział Dolnośląski we Wrocławiu
13. Zielona Góra - Oddział Lubuski w Zielonej Górze

Zgodnie ze statutem członkami Stowarzyszenia mogą być obywatele Polski oraz państw Unii Europejskiej „mający prawo stałego pobytu w Polsce, których zasadniczym źródłem utrzymania jest wykonywanie od co najmniej dwóch lat pracy dziennikarskiej”, jak również emeryci (i renciści) – byli dziennikarze. Członkami Stowarzyszenia mogą być nie tylko dziennikarze prasowi i radiowo-telewizyjni, ale także ci działający w Internecie.

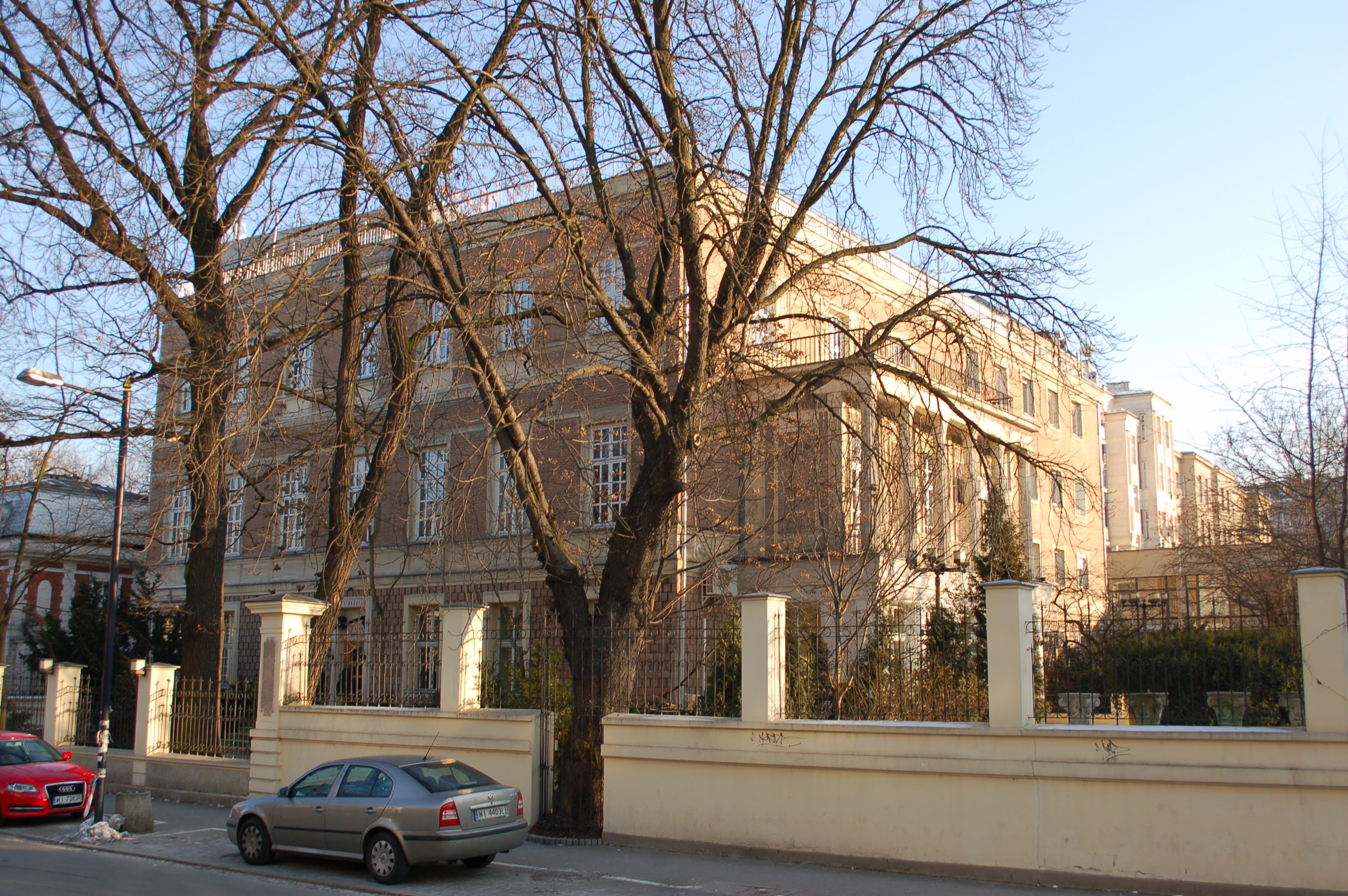
Budynek przy ul. Foksal 3, siedziby SDP, SDRP i CMWP

Władzami naczelnymi Stowarzyszenia Dziennikarzy RP są:
- Zjazd Delegatów;
- Zarząd Główny;
- Główna Komisja Rewizyjna;
- Naczelny Sąd Dziennikarski.

Identyczna struktura władz występuje na szczeblu oddziałów terenowych Stowarzyszenia (Zjazd Delegatów jest zastąpiony Walnym Zebraniem Członków).
Siedziba Zarządu Głównego (oraz Oddziału Warszawskiego) Stowarzyszenia mieści się przy ul. Foksal 3/5 (w tym samym budynku mieści się też SDP i KSD), a przewodniczącym Zarządu Głównego jest Jerzy Domański; przewodniczącym Zarządu Oddziału Warszawskiego jest Tomasz Miłkowski. Zarówno Stowarzyszenie jako całość, jak i osobno jego Oddział Warszawski, mają status organizacji pożytku publicznego (odpowiednio: od października 2004 i od lutego 2005 r.).

## Władze Stowarzyszenia[4]
Na X Zjeździe Delegatów wybrano następujące władze Stowarzyszenia Dziennikarzy Rzeczypospolitej Polskiej

### Zarząd Główny
- Zbigniew Bajka - honorowy przewodniczący
- Jerzy Domański – przewodniczący (prezydium ZG)
- Sławomir Pietrzyk – wiceprzewodniczący (prezydium ZG)
- Andrzej Maślankiewicz – sekretarz generalny (prezydium ZG)
- Ireneusz Michał Hyra – skarbnik (prezydium ZG)
- Tomasz Miłkowski – sekretarz d/s międzynarodowych (prezydium ZG)
- Hanna Świeszczakowska – Mazur – członkini Zarządu Głównego (prezydium ZG)
- Ryszard Sławiński – członek Zarządu Głównego
- Sławomir Malinowski – członek Zarządu Głównego
- Dariusz Rott – członek Zarządu Głównego
- Zbigniew Kołpacki – Przewodniczący Oddziału Kujawsko Pomorskiego w Bydgoszczy
- Jerzy Model – Przewodniczący Oddziału Morskiego w Gdańsku
- Wojciech Domagała – Przewodniczący Oddziału Śląskiego w Katowicach
- Jerzy Chrobot – Przewodniczący Oddziału Świętokrzyskiego w Kielcach
- Stanisław Wojnarowicz – Przewodniczący Oddziału Lubelskiego w Lublinie
- Ryszard Poradowski – Przewodniczący Oddziału Łódzkiego w Łodzi
- Marek Książek – Przewodniczący Oddziału Warmińsko Mazurskiego w Olsztynie
- Ryszard Bączkowski – Przewodniczący Oddziału Wielkopolskiego w Poznaniu
- Anna Kolmer – Przewodnicząca Oddziału Zachodnio Pomorskiego w Szczecinie
- Ryszard Mułek – Przewodniczący Oddziału Dolnośląskiego we Wrocławiu
- Marzena Wróbel Szała – Przewodnicząca Oddziału Lubuskiego w Zielonej Górze

### Główna Komisja Rewizyjna
- Bronisława Kufel - Włodek – przewodnicząca
- Grażyna Bożyk
- Jan Stanisław Jeż

### Naczelny Sąd Dziennikarski
- Marek Kuliński – przewodniczacy
- Witold Juchniewicz
- Irena Hamerska
- Magdalena Włodek-Skowron
- Kazimiera Błażewicz-Izdebska